# Callithrix jacchus
El tití común (Callithrix jacchus) es una especie de primate platirrino de la familia Callitrichidae, endémica de los bosques del oriente de Brasil, especialmente entre el río Paranaíba y el río São Francisco.

## Descripción
Su cuerpo mide entre 18 y 25 cm de longitud y su cola entre 28 y 35 cm. Pesa entre 400 y 450 g. Se caracteriza por poseer dos grandes mechones de pelo blanco a ambos lados de la cabeza. El pelambre del cuerpo es grisáceo a negruzco, jaspeado de diferentes tonos. La frente y la mandíbula están cubiertas de pelos blancuzcos. En la cola forma anillos negruzcos alternados con otros castaños o amarillentos.

## Comportamiento
Las parejas son intensamente monógamas y se integran en grupos de 15 a 20 individuos, claramente territoriales y jerárquicos. Con glándulas apropiadas marcan con sustancias olorosas su territorio, que según el tamaño del grupo oscila entre media y seis hectáreas. Pueden compartir el territorio con individuos de la especie Callithrix penicillata (conocidos como titís de pinceles negros) (el plural de tití, según las normas del Diccionario de la Real Academia Española, es titíes, pero es mucho más común el uso del plural titís).

## Reproducción
La pareja que forma un grupo asume la posición dominante y generalmente sólo ella procrea, hasta dos veces al año. La gestación dura de 142 a 150 días y produce de una a tres crías, las cuales son cargadas por turnos por los diferentes adultos integrantes del grupo.
Se alimentan de savia, néctar, frutos, insectos y arácnidos, huevos de aves y pequeños vertebrados.

## Etimología
El nombre genérico proviene de las palabras griegas kallis "bello" y thrix "pelo", significando en conjunto como "pelo bello". En cambio, su nombre común viene de la onomatopeya de sus sonidos (tí-tí).

## Galería

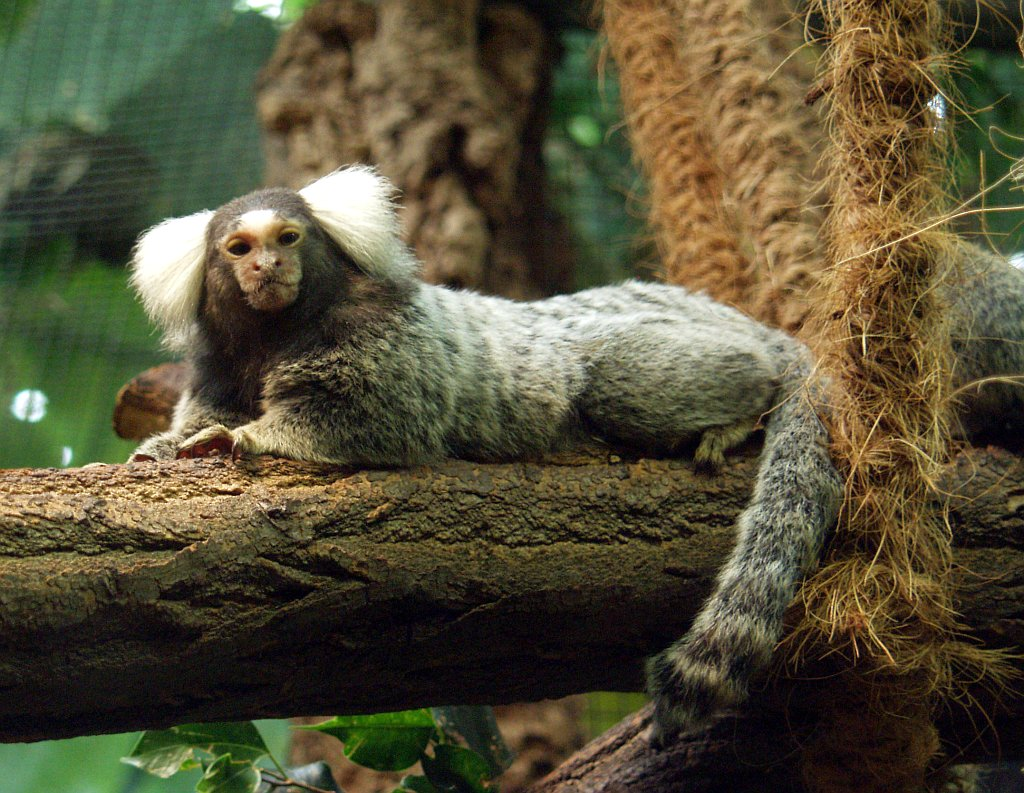
Tití común
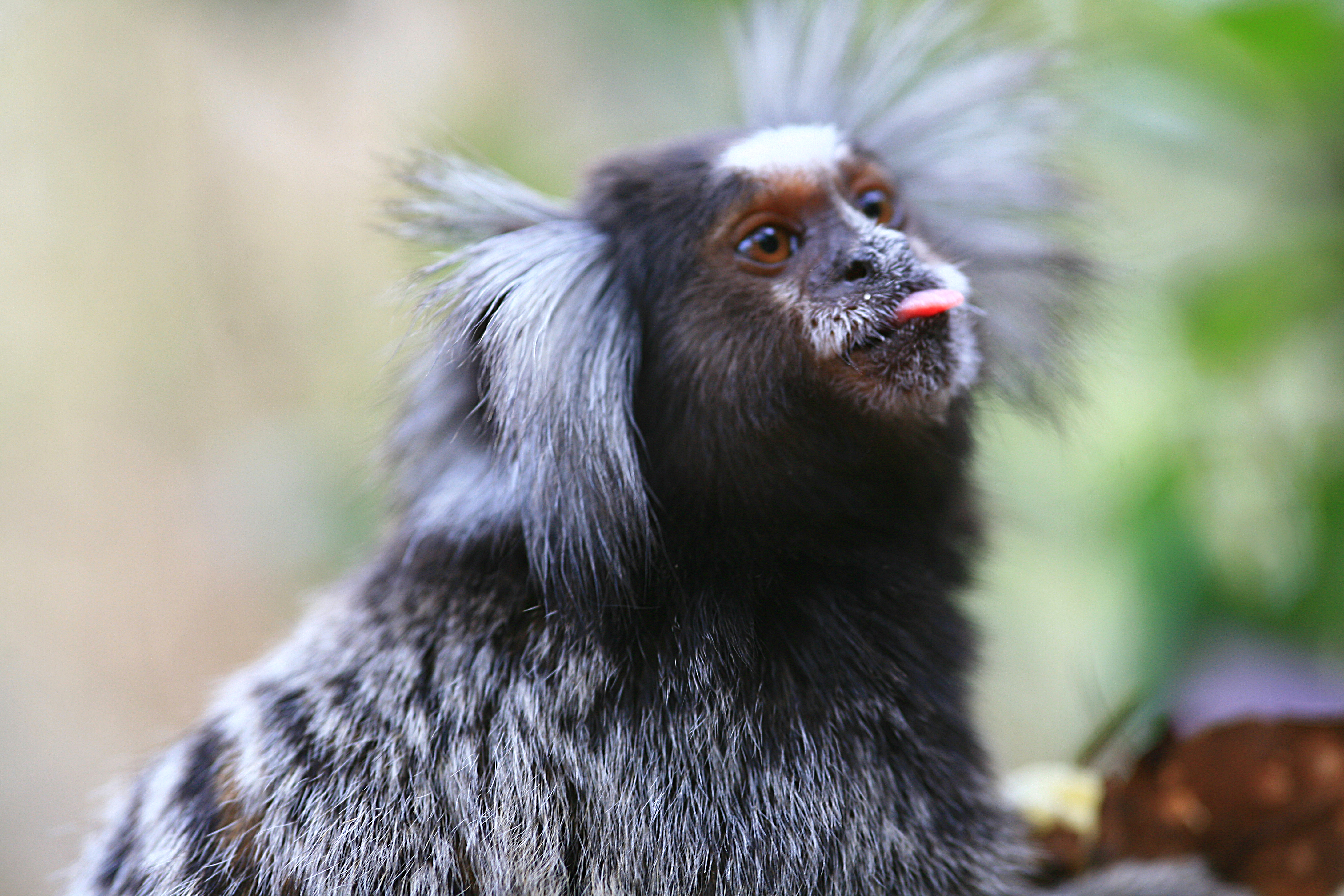
Callithrix jacchus en Morro da Urca
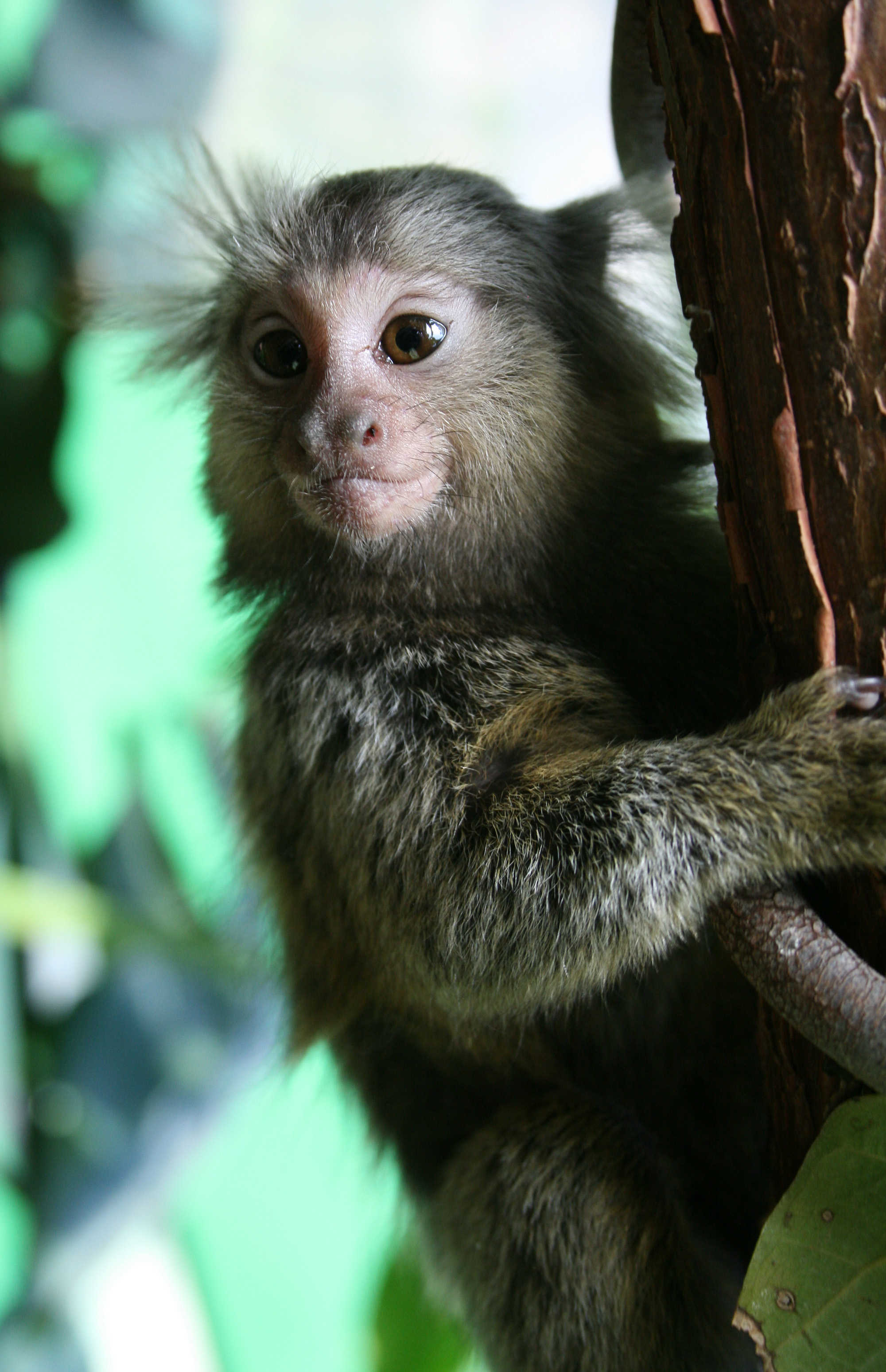
Ejemplar juvenil
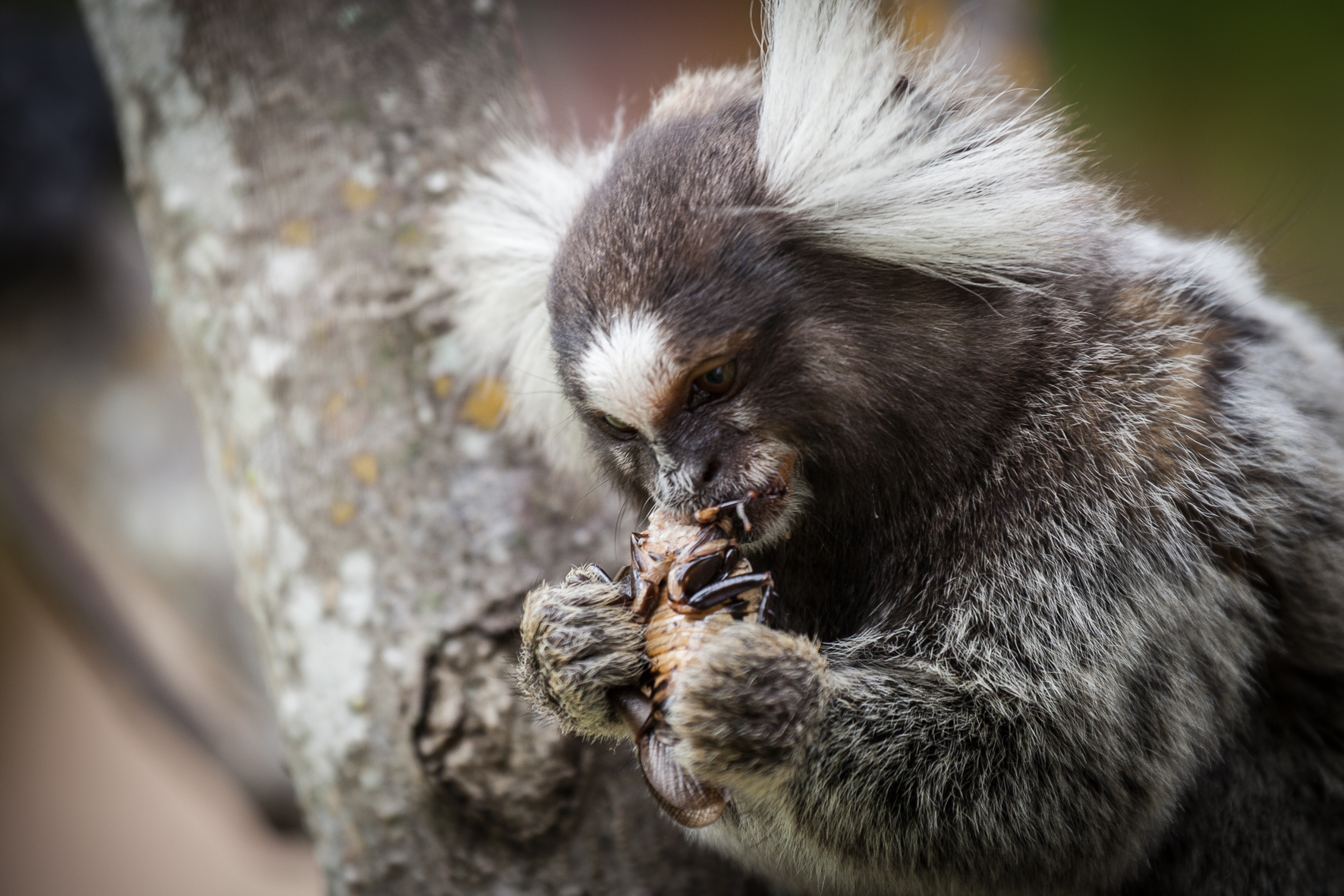
Comiendo una cucaracha
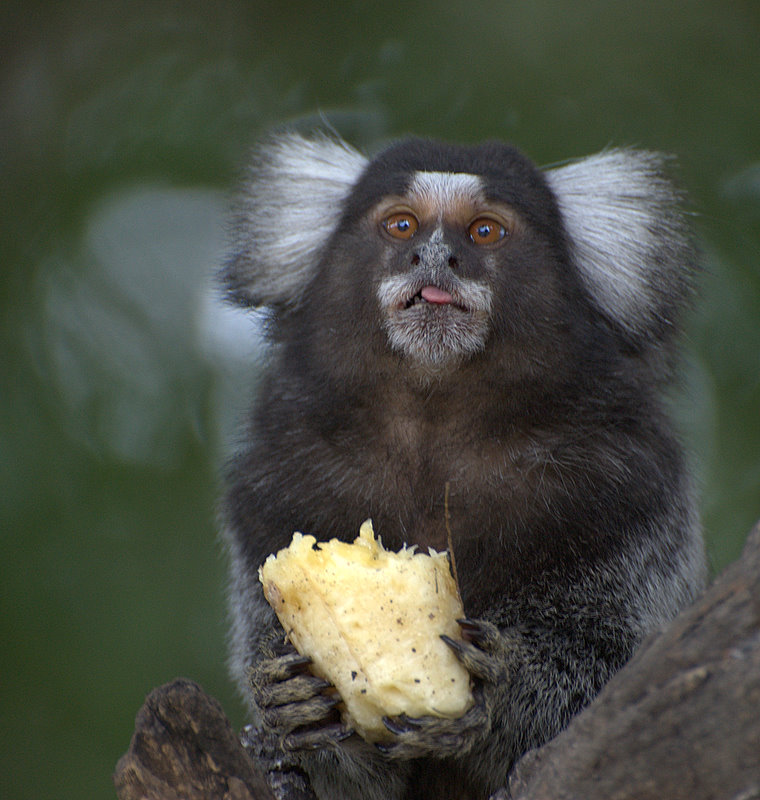
En el Parque da Independença, Sao Paulo